# Bernardino Pérez
Bernardino Pérez Elizarán vagy becenevén Pasieguito (Hernani, 1925. május 21. – Valencia, 2002. október 21.) spanyol válogatott labdarúgó, középpályás, edző.

## Pályafutása

### Játékosként
Pérez a Valencia csapatában 1942 és 1959 között több mint kétszáz mérkőzésen lépett pályára, valamint kétszer nyert a csapattal spanyol kupát (1949, 1954). A Valencián kívül futballozott még a Levante és a Burgos csapataiban is. 1954-ben három mérkőzésen lépett pályára a spanyol labdarúgó-válogatottban.

### Edzőként
Először 1963 és 1964 között dolgozott a Valencia vezetőedzőjeként, majd közel nyolc éven keresztül a Sabadell csapatát irányította. 1972 és 1975 között a Granada és a Gijón csapatainál is megfordult, majd 1979 és 1982 között ismét a Valencia vezetőedzőjeként dolgozott; a csapattal egy spanyol kupát nyert (1979), valamint az ő irányításával hódították el az UEFA-szuperkupát 1980-ban a Nottingham Forest ellen. 1984 és 1985 között még egyszer a Sabadell vezetőedzőjeként dolgozott.

## Sikerei, díjai

### Játékosként
- Valencia
- Spanyol kupagyőztes: 1949, 1954
- Copa Eva Duarte: 1949

### Edzőként
- Valencia
- Spanyol kupagyőztes: 1978–79
- UEFA-szuperkupa: 1980